# Monastero reale di Santa Maria de Veruela
Il monastero reale di Santa Maria de Veruela (spagnolo: Real Monasterio de Santa María de Veruela) è un edificio monastico situato nella provincia spagnola di Saragozza, comunità autonoma dell'Aragona. Si tratta di un monastero cistercense risalente al XII secolo, edificato in stile romanico e gotico.